# Aora kergueleni
Aora kergueleni är en kräftdjursart. Aora kergueleni ingår i släktet Aora och familjen Aoridae. Inga underarter finns listade i Catalogue of Life.